# Groene wissels
De Groene Wissels zijn wandelroutes in Nederland. Door Bart van der Schagt zijn er sinds 2010 687 (stand september 2021) beschreven en op internet gepubliceerd. Groene Wissels zijn (meestal) rondwandelingen met een lengte van 4 tot 26 kilometer. Ze beginnen bij een treinstation of bushalte, waardoor ze makkelijk te bereiken zijn met openbaar vervoer. De niet gemarkeerde routes lopen over het algemeen door aantrekkelijke wandelgebieden verspreid over Nederland en een enkeling in het buitenland. Dat kan door de vrije natuur zijn, maar ook door cultuurlandschap, of een combinaties daarvan. Ook zijn er stads- & landwandelingen, avontuurlijke wandelingen en enkele stadswandelingen.
De wandelingen heten Groen omdat ze leiden door groene buitengebieden of groene stadsdelen; en wissels omdat er zowel een relatie is met de trein (Van der Schagt werkt bovendien bij de Nederlandse Spoorwegen), als met de wisseling van gemotoriseerd vervoer naar het wandelen. De routebeschrijvingen zijn uitsluitend digitaal verkrijgbaar, waardoor ze - mede dankzij de reacties van de wandelaars - actueel kunnen worden gehouden.

## Populairste Groene Wissels
Afgemeten naar het aantal downloads begin oktober 2012 is de volgende top tien opgesteld:
1. Groene Wissel 007: Zandvoort
2. Groene Wissel 029: Castricum
3. Groene Wissel 026: Den Dolder
4. Groene Wissel 021: Amsterdam CS
5. Groene Wissel 003: Breukelen
6. Groene Wissel 006: Driebergen-Zeist
7. Groene Wissel 039: Steenwijk
8. Groene Wissel 032: Bilthoven
9. Groene Wissel 028: Beesd
10. Groene Wissel 011: Utrecht-Overvecht